# گرنیش
گِرِنیِش (به مجاری:  Gerényes) یک منطقهٔ مسکونی در مجارستان است که در ناحیه هدی‌هات واقع شده‌است.